# Korfbal
 (août 2025).
- Si vous ne connaissez pas le sujet, laissez ce bandeau (vous pouvez alors contacter les auteurs).
- Si vous supprimez le contenu mis en cause (vous pouvez préalablement contacter les auteurs),

argumentez précisément cette suppression dans la page de discussion
(un manque de référence n'est pas un argument ; une recherche réelle de référence doit avoir été effectuée, être formellement documentée).
 (août 2025).
Si vous disposez d'ouvrages ou d'articles de référence ou si vous connaissez des sites web de qualité traitant du thème abordé ici, merci de compléter l'article en donnant les références utiles à sa vérifiabilité et en les liant à la section « Notes et références ».

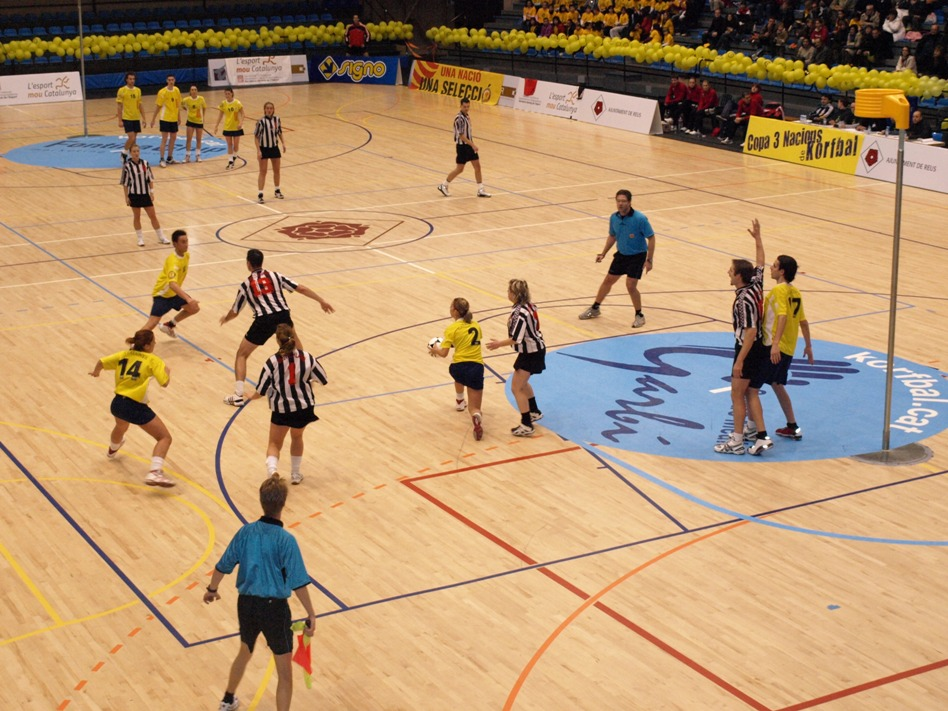

Le korfbal est un sport collectif mixte proche du basket-ball inventé aux Pays-Bas en 1902. Le terme néerlandais korfbal signifie « balle au panier » (basket-ball). Le korfbal met aux prises deux équipes de huit joueurs chacune.

## Histoire
L'enseignant amstellodamois Nico Broekhuysen cherchait un jeu pour les garçons et filles de sa classe. En 1902, il fait la connaissance du Ring-Boll en Suède. De retour au pays, il s'en inspira.
De par ses origines, ce sport est surtout pratiqué aux Pays-Bas et en Belgique. Il se distingue par sa mixité : une équipe est constituée de quatre femmes et de quatre hommes.
Il est en démonstration aux Jeux olympiques de 1920 à Anvers et de 1928 à Amsterdam.
La fédération internationale de korfball (FIK) est fondée en 1933 en prenant la suite du bureau international mis en place dès 1924 par les fédérations belges et néerlandaises. Elle regroupe 51 fédérations nationales au début du XXIe siècle. La FIK devient officiellement IKF (International Korfball Federation) en 1982.
Le korfball est admis au programme des Jeux mondiaux depuis 1985. Le championnat du monde a lieu tous les quatre ans depuis 1978. Pays-Bas et Belgique dominent les palmarès.

### En France
C'est un entraîneur belge, George Stoller, membre de l'Olympia Anderlecht, qui a introduit le korfbal en France au début des années 1980.
Le département du Cher sera d'abord le seul à répondre favorablement aux sollicitations, grâce aux structures de l'Union française des œuvres laïques d'éducation physique (Ufolep) et de l'Union sportive de l'enseignement du premier degré (Usep). En 1982, un championnat est créé sous l'égide de l'Ufolep, qui est alors admise au sein de l'IFK. En 1983, la Loire sera à son tour gagnée par le korfbal pour en devenir aujourd'hui le département comptant le plus de clubs et d'adhérents (8 clubs en 2013 : Bonson, Andrézieux-Bouthéon (le KAB, fondé par Philippe Messager après son départ de Bonson), Veauche, les Pyramides (Saint-Étienne), Côtes Durieux (Roche-la-Molière), Firminy, Unieux, et le Pilat). Le FJEP Bonson possède le meilleur palmarès français, avec 14 titres de champion de France et 17 coupes de France. En 1985, l'Ardèche verra également la création de plusieurs clubs, qui connaîtront toutefois des difficultés au cours des années 2000. En 2014, Fédération Korfbal France est créée.
En 2023, le korfbal est présent dans 7 départements français : Ardèche (Annonay), Calvados (Caen), Essonne (Massy), Indre (Déols), Loire (Saint-Étienne, Saint-Jean-Bonnefonds, Saint-Genest-Lerpt, Unieux, Veauche, Maclas), Oise (Saint-Omer-en-Chaussée) et Somme (Amiens).

## Description du jeu
Le jeu, joué à la main, se pratique en intérieur (40 × 20 mètres) et en extérieur (60 × 30 mètres aux Pays-Bas et 40 x 20 mètres en Belgique) sur un terrain partagé en deux zones. Dans chaque zone est placé un poteau. D'une hauteur de 3,5 mètres, il est pourvu d'un panier de forme cylindrique et sans fond. Le ballon est similaire à celui du football. Les deux équipes sont constituées de huit joueurs : deux femmes et deux hommes de chaque équipe dans chaque zone (attaque et défense). Tous les deux paniers (buts), il est procédé à un échange de zone et de fonction (attaquants et défenseurs échangent leur rôle). À la mi-temps, les équipes changent de côté. Le règlement proscrit les actions suivantes : se déplacer avec le ballon, même en dribblant, tirer au panier en position couverte (lorsqu’un défenseur se trouve à portée de bras de l'attaquant, plus près du panier et tente de le bloquer).

## Compétitions

### Championnat du monde
Le championnat du monde a lieu tous les quatre ans depuis 1978 (sauf après la pandémie de COVID-19, où l'écart a été de six ans).
| Date           | Lieu               | Vainqueur | Finaliste | Troisième          | Quatrième          |
| 1978           | Pays-Bas           | Pays-Bas  | Belgique  | Allemagne          | Royaume-Uni        |
| avril-mai 1984 | Belgique           | Pays-Bas  | Belgique  | Allemagne          | Royaume-Uni        |
| avril 1987     | Pays-Bas           | Pays-Bas  | Belgique  | Royaume-Uni        | Taïwan             |
| juin 1991      | Belgique           | Belgique  | Pays-Bas  | Taïwan             | Allemagne          |
| novembre 1995  | Inde               | Pays-Bas  | Belgique  | Portugal           | Australie          |
| juillet 1999   | Australie          | Pays-Bas  | Belgique  | Royaume-Uni        | Allemagne          |
| oct.-nov. 2003 | Pays-Bas           | Pays-Bas  | Belgique  | République tchèque | Taïwan             |
| nov. 2007      | République tchèque | Pays-Bas  | Belgique  | République tchèque | Portugal           |
| oct.-nov. 2011 | Chine              | Pays-Bas  | Belgique  | Taïwan             | Catalogne          |
| 2015           | Belgique           | Pays-Bas  | Belgique  | Taïwan             | Angleterre         |
| 2019           | Afrique du Sud     | Pays-Bas  | Belgique  | Taïwan             | Chine              |
| avril 2025     | République tchèque | Pays-Bas  | Belgique  | Taïwan             | République tchèque |

### Championnat d'Europe
| Édition | Année | Hôte                    | Champion | 2°        | 3°        |
| ------- | ----- | ----------------------- | -------- | --------- | --------- |
| I       | 1998  |                         | Pays-Bas | Belgique  | Portugal  |
| II      | 2002  | Drapeau de la Catalogne | Pays-Bas | Tchéquie  | Belgique  |
| III     | 2006  |                         | Pays-Bas | Belgique  | Tchéquie  |
| IV      | 2010  |                         | Pays-Bas | Belgique  | Tchéquie  |
| V       | 2014  |                         | Pays-Bas | Belgique  | Portugal  |
| VI      | 2016  |                         | Pays-Bas | Belgique  | Catalogne |
| VII     | 2018  |                         | Pays-Bas | Allemagne | Portugal  |
| VIII    | 2021  |                         | Pays-Bas | Belgique  | Allemagne |
| IX      | 2024  | Drapeau de la Catalogne | Pays-Bas | Belgique  | Allemagne |

### Autres
- Championnats panaméricains :  2014,
- Championnats Asie-Océanie :  Russian Olympic Committee 2006, 2010
- Jeux mondiaux : 2013 à Cali (Colombie) ; 2017 à Wrocław ; 2022 à Birmingham

- Source : Palmarès des championnats du monde sur le site officiel de l'IKF.